# Sbor pověřenců 18. listopadu 1947 – 23. února 1948
Sbor pověřenců 18. listopadu 1947 – 23. února 1948 působil jako vládní orgán Slovenské národní rady na území Slovenska v poválečném Československu v letech 1947-1948. Šlo v pořadí o osmý Sbor pověřenců.

## Složení Sboru pověřenců
- předseda Sboru pověřenců:
  - Gustáv Husák
- místopředseda Sboru pověřenců:
  - Milan Polák, demise 21. února 1948
- pověřenec vnitra:
  - Mikuláš Ferjenčík, demise 26. února 1948
- pověřenec financí:
  - Matej Josko, demise 21. února 1948
  - Ján Bečko, od 24. února 1948
- pověřenec školství a osvěty:
  - Ladislav Novomeský
- pověřenec spravedlnosti:
  - Andrej Buza, odvolán 26. února 1948
- pověřenec informací:
  - Jozef Lukačovič, demise 21. února 1948
  - Ladislav Novomeský, od 24. února 1948
- pověřenec průmyslu a obchodu:
  - Jozef Šoltész
- pověřenec zemědělství:
  - Jozef Styk, demise 21. února 1948
  - Gustáv Husák, od 24. února 1948
- pověřenec dopravy:
  - Kazimír Bezek
- pověřenec techniky:
  - Ivan Štefánik, demise 21. února 1948
  - Pavol Blaho, od 24. února 1948
- pověřenec pošt:
  - Pavol Blaho
- pověřenec sociální péče:
  - Ján Púll
- pověřenec zdravotnictví:
  - Ján Bečko
- pověřenec výživy:
  - Martin Kvetko, demise 21. února 1948
  - Jozef Šoltész, od 24. února 1948